# Beachvolley under sommer-OL 2024 (damer)
Kvindernes beachvolleyturnering ved de olympiske lege 2024 i Paris, Frankrig, fandt sted på Eiffeltårnets Stadion på Champ de Mars. Konkurrencen blev afholdt fra 27. juli til 9. august 2024. Fireogtyve hold bestående af 48 atleter fra 17 nationale klube deltog.
De forsvarende mestre var Alix Klineman og April Ross, men de deltog ikke i denne udgave, da de trak sig tilbage i slutningen af 2021.

## Konkurrenceprogram
Tidsplanen var som følger.
| P | Gruppespillet | LL | Heldige tabere i slutspillet | 1/8 | Ottendedelsfinalerne | ¼ | Kvartfinaler | ½ | Semifinaler | B | Bronzekamp | F | Finale |

| Sat 27 | Sun 28 | Man 29 | Tir 30 | Ons 31 | Tors 1 | Fre 2 | Lør 3 | Lør 3 | Søn 4 | Man 5 | Tir 6 | Ons 7 | Tor 8 | Fre 9 | Fre 9 |
| ------ | ------ | ------ | ------ | ------ | ------ | ----- | ----- | ----- | ----- | ----- | ----- | ----- | ----- | ----- | ----- |
| P      | P      | P      | P      | P      | P      | P     | P     | LL    | 1⁄8   | 1⁄8   | ¼     | ¼     | ½     | B     | F     |

## Hold
24 hold kvalificerede sig. De første 18 hold blev annonceret den 11. juni 2024. Hver NOC er begrænset til to hold. De endelige pladser blev afsløret den 24. juni 2024.
| Hold                                       | NOC        |
| ------------------------------------------ | ---------- |
| Taliqua Clancy – Mariafe Artacho del Solar | Australien |
| Carolina Solberg Salgado – Bárbara Seixas  | Brasilien  |
| Eduarda Santos Lisboa – Ana Patrícia Ramos | Brasilien  |
| Melissa Humana-Paredes – Brandie Wilkerson | Canada     |
| Heather Bansley – Sophie Bukovec           | Canada     |
| Xia Xinyi – Xue Chen                       | Kina       |
| Barbora Hermannová – Marie-Sára Štochlová  | Tjekkiet   |
| Marwa Abdelhady – Doaa Elghobashy          | Egypten    |
| Lézana Placette – Alexia Richard           | Frankrig   |
| Aline Chamereau – Clémence Vieira          | Frankrig   |
| Laura Ludwig – Louisa Lippmann             | Tyskland   |
| Svenja Müller – Cinja Tillmann             | Tyskland   |
| Valentina Gottardi – Marta Menegatti       | Italien    |
| Akiko Hasegawa – Miki Ishii                | Japan      |
| Tīna Graudiņa – Anastasija Kravčenoka      | Letland    |
| Monika Paulikienė – Ainė Raupelytė         | Litauen    |
| Katja Stam – Raïsa Schoon                  | Holland    |
| Giuliana Poletti – Michelle Valiente       | Paraguay   |
| Esmée Böbner – Zoé Vergé-Dépré             | Schweiz    |
| Tanja Hüberli – Nina Betschart             | Schweiz    |
| Daniela Álvarez Mendoza – Tania Moreno     | Spanien    |
| Liliana Fernández – Paula Soria            | Spanien    |
| Sara Hughes – Kelly Cheng                  | USA        |
| Kristen Nuss – Taryn Kloth                 | USA        |

## Rangering
| Rangering | Hold                             |
| --------- | -------------------------------- |
|           | Ana Patrícia – Duda Lisboa (BRA) |
|           | Melissa – Brandie (CAN)          |
|           | Hüberli – Betschart (SUI)        |
| 4         | Mariafe – Clancy (AUS)           |
| 5         | Tīna – Anastasija (LAT)          |
| 5         | Esmée – Zoé (SUI)                |
| 5         | Álvarez M – Moreno (ESP)         |
| 5         | Hughes – Cheng (USA)             |
| 9         | Carol – Bárbara (BRA)            |
| 9         | Xue – X. Y. Xia (CHN)            |
| 9         | Müller – Tillmann (GER)          |
| 9         | Gottardi – Menegatti (ITA)       |
| 9         | Akiko – Ishii (JPN)              |
| 9         | Stam – Schoon (NED)              |
| 9         | Liliana – Paula (ESP)            |
| 9         | Nuss – Kloth (USA)               |
| 17        | Hermannová – Štochlová (CZE)     |
| 17        | Placette – Richard (FRA)         |
| 19        | Bansley – Bukovec (CAN)          |
| 19        | Abdelhady – Elghobashy (EGY)     |
| 19        | Vieira – Chamereau (FRA)         |
| 19        | Ludwig – Lippmann (GER)          |
| 19        | Paulikienė – Raupelytė (LTU)     |
| 19        | Poletti – Michelle (PAR)         |